# Шарлота фон Насау-Саарбрюкен
Шарлота фон Насау-Саарбрюкен (на немски: Charlotte von Nassau-Saarbrücken; * 1 декември 1619, Саарбрюкен; † 13 ноември 1687) е графиня от Насау-Саарбрюкен и чрез женитба графиня на Лайнинген-Вестербург-Риксинген.

## Произход
Тя е дъщеря на граф Вилхелм Лудвиг фон Насау-Саарбрюкен (1590 – 1640) и съпругата му маркграфиня Анна Амалия фон Баден-Дурлах (1595 – 1651), дъщеря на маркграф Георг Фридрих фон Баден-Дурлах.
Шарлота фон Насау умира на 13 ноември 1687 г. на 67 г. погребана в църквата :Св. Мартин: в Грюнщат, гробното място на фамилията Лайнинген-Вестербург.

## Фамилия
Шарлота се омъжва на 6 или 16 януари 1650 г. в Алтлайнинген за граф Лудвиг Еберхард фон Лайнинген-Вестербург-Риксинген (1624 – 1688). Двамата се развеждат през 1668 г. Те имат децата:
- Филип Лудвиг(1652 – 1705, убит в битката при Касано), граф на Лайнинген-Риксинген (1688 – 1705), женен I. 1673 г. за Габриела, маркиза де Рузе († 1698), II. 1699 г. за баронеса Сидония Тереза фон Айбисвалд († 1720)
- Леополд Лудвиг (1656 – 1673)
- Вилхелм Фридрих (1659)
- Амалия Катарина (1650 – 1654)
- Луиза Шарлота (1654 – 1724), омъжена на 25 юли 1684 г. за Фридрих Вилхелм фон Салм, вилд- и Рейнграф цу Даун, граф цу Салм (1644 – 1706)
- Доротея Катарина (1655 – млада)
- Агата Юлиана (1657 – млада)